# Orquestra Voadora
Orquestra Voadora é uma banda musical brasileira, formada no Rio de Janeiro em 2008. 

## Histórico
O grupo foi formado por músicos que se apresentavam em diversos blocos carnavalescos do Rio de Janeiro. Decididos a inovar no repertório, passaram a misturar as tradicionais marchinhas com sambas, rock'n roll, trilhas sonoras de filmes e desenhos animados e música pop em geral.
O Bloco da Orquestra Voadora desfila desde 2009, sempre no Aterro do Flamengo, encerrando a sua apresentação no jardim do Museu de Arte Moderna do Rio de Janeiro. Com o sucesso dos desfiles, a banda passou a se apresentar também fora do período de carnaval, com shows em casas noturnas do Rio de Janeiro e de outras cidades do Brasil, além de se apresentar na em Portugal, na França, Espanha, Inglaterra, Bélgica e Colômbia.
Em 2013, foi lançado o primeiro álbum, Ferro Velho. O disco foi produzido por Tim Malik e André Ramos. 
No mesmo ano, o grupo iniciou sua oficina de metais e percussão, que acontece semanalmente no Circo Voador, com o intuito de preparar novos músicos para o bloco de carnaval e propagar a ideia da banda de ocupação e intervenções no espaço urbano, tema sempre premente nas apresentações de rua da banda.
A oficina serviu como fomento para a formação de novas bandas (que juntas compõem o "movimento neofanfarrístico carioca", do qual fazem parte bandas como Siderais, Damas de Ferro, Ataque Brasil e Fanfarra Black Clube) e o surgimento da Cracudagem (reunião de músicos e estudantes de música com objetivo de tocar na rua em reuniões marcadas pela espontaneidade e improviso).

## Discografia
- 2013 - Ferro Velho (Biscoito Fino)